# Тан (Благоварський район)
Тан (рос. Тан, башк. Таң) — село (в минулому селище) у складі Благоварського району Башкортостану, Росія. Адміністративний центр Танівської сільської ради.
Населення — 648 осіб (2010; 668 в 2002).
Національний склад:
- башкири — 73 %